# Nissaba Corona
Nissaba Corona est une corona, formation géologique en forme de couronne, située sur la planète Vénus par 25,5° N et 355,5° E. Elle est localisée dans le quadrangle de Sedna Planitia. Elle a été nommée en référence à Nissaba, déesse mésopotamienne de la sagesse et de la fertilité. 

## Géographie et géologie
Nissaba Corona couvre une surface circulaire d'environ 300 km de diamètre. 